# 北条高宣
北条 高宣（ほうじょう たかのぶ、生年不詳 - 嘉暦3年（1328年）4月）は、鎌倉時代末期の北条氏の一門。大仏流北条維貞の子。北条家時、北条貞宗、北条高直の兄。

## 人物
大仏流の北条維貞の嫡子として生まれる（この年は不明）。元服時に得宗の北条高時より1字を受けて高宣と名乗った。官位は式部大輔。
嘉暦2年9月7日（1327年9月22日）に維貞が死去したのに伴い、大仏北条家の家督を継承したが、高宣もその翌年の嘉暦3年（1328年）4月に亡くなった。跡を弟の家時が継いだ。